# 三浦透子
三浦 透子（みうら とうこ、1996年10月20日 - ）は、日本の女優、歌手。北海道札幌市出身。ユマニテ所属。夫は音楽家の有元キイチ。

## 来歴
2002年、6歳の時に3000人のオーディションを勝ち抜き、2代目なっちゃんとしてサントリー『なっちゃん』のCMに出演し、話題になる。10月には、ドラマ『天才柳沢教授の生活』にレギュラー出演した。
2007年にテレビドラマ『チョコミミ』にレギュラー出演。小学校卒業後東京に移った。
2012年7月、エイベックス・マネジメントからユマニテに移籍する。
2015年には、第一三共ヘルスケア『ミノン全身シャンプー』テレビCMソングである「おかあさんへ」で歌手デビューを果たすと、映画『ロマンス』のエンディングテーマの「Romance ～サヨナラだけがロマンス～」を歌唱した。2017年には全9曲のカバーアルバム『かくしてわたしは、透明からはじめることにした』をユニバーサルミュージック内のレーベル・USM JAPANよりリリースし、CDデビューを果たす。デビューのきっかけは、2014年に放送されていたライオンのテレビCM『働く女性への応援歌』編に出演したことである。CMは、ある楽曲のワンフレーズを、三浦を含む複数の女性が口ずさむというものであった が、CMの監督であったタナダユキに「すっごい声がいいから歌ったほうがいいよ」と声をかけられた。三浦自身はそれをお世辞だと思っていたが、タナダは実際に自らが手がける作品（第一三共ヘルスケア『ミノン全身シャンプー』テレビCMソング、映画『ロマンス』）の楽曲を三浦にオファーしている。
2019年、同年7月19日公開のアニメーション映画『天気の子』（新海誠監督）の主題歌「祝祭 (Movie edit) feat.三浦透子」「グランドエスケープ (Movie edit) feat.三浦透子」のボーカルに抜擢された。同作の主題歌を制作したRADWIMPSの野田洋次郎は、「僕ではない誰か女性の声で歌が入ってほしい」と感じ、実際に約1年もの間オーディションを行って三浦の起用を決めた。野田はカバーアルバム『かくしてわたしは、透明からはじめることにした』を聴き、三浦をボーカル候補に挙げたという。三浦の歌声について、野田は「三浦さんの声は発せられた瞬間に、どんな天気をも晴れにしてしまうような圧倒的で不思議な力を持っていました。まだ何にも染まっていない荒削りながらもまっすぐなあの歌声で今回『天気の子』の楽曲を歌ってもらえたことは、この映画にとって幸福なことだったと思います」、『天気の子』の監督を務めた新海誠は「役者の歌声というよりも、世界そのものの響きのような声。個人の感情をすこしだけ越えたような何かを、まっすぐに運んできてくれる声。三浦透子さんの声には、そんな印象を持ちました」とそれぞれ語っている。両曲を収録したアルバム『天気の子』が映画公開当日に発売されたほか、8月9日にはテレビ朝日系列の『ミュージックステーション』にRADWIMPSとともに出演し、新海による映画の特別映像を背に「グランドエスケープ (Movie edit) feat.三浦透子」を披露。さらに、8月28日に開催されたRADWIMPSの「ANTI ANTI GENERATION TOUR 2019」の横浜アリーナ公演にゲスト出演し、RADWIMPSとともに「グランドエスケープ  feat.三浦透子」を歌唱した。12月31日の『第70回NHK紅白歌合戦』では、RADWIMPSのゲストボーカルとして「天気の子 紅白スペシャル」を歌唱した。
2021年に公開された濱口竜介監督の映画『ドライブ・マイ・カー』に、寡黙な運転手役として出演、同作での演技により2022年に第45回日本アカデミー賞新人俳優賞を受賞した。役はオーデションで射止めたが、当時は運転免許を持っておらず、マニュアル免許を17日で取得した。監督の濱口からは「運転の練習が役作りと思って取り組んで」とアドバイスを受けたという。また、劇中で運転したのは赤のサーブ（サーブ・900）だったが、運転しながら話すのが難しく、何度も練習したという。
2025年4月1日、音楽家の有元キイチと結婚。交際のきっかけは楽曲提供であった。

## 人物
- 東京理科大学を卒業しており、数学を専攻していた[2][17]。
- 歌と演技は全然違うけど、自分という人間が表現するという部分ではそんなに変わらないし、音楽でせっかくいただいた出会いもあるので、続けていきたいと考えている[2]。
- 演技に関して相米慎二監督作品である『台風クラブ』の作風から影響を受けており、この作品の中の自分の理解を超えたセリフの言い回しや、どこか動物的でゾクゾクするいい意味で安心できない居方を自分の演技で表現するには、これまで以上に共演者の表情や声に反応する必要があると考え、その結果「私はもう全部わかっています」という状態でいるためにとにかく脚本を精読して理解するという方法に辿り着き、脚本をしっかり読み込んでちゃんと役のことをわかっていれば現場で自然に振る舞ってもちゃんと役になると気がついてから、現場に行く前の脚本の精読を特に大事にしていると発言している[18]。
- 将来について、自身が結婚して誰かの母親になる日が来るのならば、子供のことは心配しながらも、それでも自分が夢中になれる仕事や趣味の時間を一生持っていたいと話している。また、自身の母親に対しても、未だに自分が母に心配をかけてしまうことがあるかもしれないが、それでも子供のことを忘れて、仕事や趣味、友達とお酒を飲む時間、自分のために楽しめる時間が人生の中でどんどん増えていけば嬉しいと話している[19]。

## 受賞歴
2021年度
- 第13回TAMA映画賞 最優秀新進女優賞（『ドライブ・マイ・カー』『椿の庭』『おらおらでひとりいぐも』『アイヌモシㇼ』）[20][21]
- 第43回ヨコハマ映画祭 助演女優賞（『ドライブ・マイ・カー』）[22]
- 第45回日本アカデミー賞 新人俳優賞（『ドライブ・マイ・カー』）[23]
- 第95回キネマ旬報ベスト・テン 助演女優賞（『ドライブ・マイ・カー』『スパゲティコード・ラブ』）[24][25]
- 第64回ブルーリボン賞 助演女優賞（『ドライブ・マイ・カー』）[15]
- 第31回日本映画批評家大賞 助演女優賞（『ドライブ・マイ・カー』）

2023年度
- 第58回紀伊國屋演劇賞 個人賞（『ロスメルスホルム』）[26]
- 第31回読売演劇大賞 優秀女優賞（『ロスメルスホルム』）[27]
- 第23回ニッポン・コネクション映画祭 ニッポン・ライジングスター賞

## 出演
- 主演のものは太字で表示

### テレビドラマ
- 天才柳沢教授の生活（2002年10月16日 - 12月11日、フジテレビ） - 山口華子 役
- チョコミミ（2007年10月1日 - 2008年3月31日、テレビ東京） - 桃山ムム 役
- 嵐がくれたもの（2009年8月31日 - 10月30日、フジテレビ） - 神崎順子 役（第14話 - 最終回）
- 月曜ゴールデン 湯けむりバスツアー 桜庭さやかの事件簿2（2010年4月19日、TBS） - 北村加代 役
- 同窓会〜ラブ・アゲイン症候群（2010年4月22日 - 6月17日、テレビ朝日） - 西川陽子（少女時代）役
- 新・警視庁捜査一課9係 season2 第1話「100億の殺人」（2010年6月30日、テレビ朝日） - 桜沢あかね 役
- 鈴木先生（2011年4月25日 - 6月27日、テレビ東京） - 樺山あきら 役
- ティーンコート 第4話（2012年1月31日、日本テレビ） - 佐藤あかね 役
- 妄想捜査〜桑潟幸一准教授のスタイリッシュな生活 第3話（2012年2月5日、テレビ朝日） - 垂乳根スケキヨ 役
- 人生は“サイテーおやじ”から教わった〜漫画家・西原理恵子〜 （2013年2月10日、NHK BSプレミアム）
- ヴァンパイア・ヘヴン（2013年4月12日 - 7月5日、テレビ東京） - ちさと 役
- ハクバノ王子サマ 純愛適齢期（2013年10月3日 - 12月27日、日本テレビ・読売テレビ） - 杉谷ハル 役
- ドラマNEO 変身インタビュアーの憂鬱 第5話・第8話（2013年11月18日・12月9日、TBS） - 今村ぬえ 役
- ザ・プレミアム 玉音放送を作った男たち（2015年8月1日、NHK BSプレミアム）
- 逃げる女（2016年1月9日 - 2月13日、NHK総合） - 大友美鈴 役
- 時をかける少女（2016年7月9日 - 8月6日、日本テレビ） - えりちん / 木下 役
- 遺産相続弁護士 柿崎真一 第6話（2016年8月11日、日本テレビ・読売テレビ） - 土屋律子 役
- 架空OL日記（2017年4月14日 - 6月16日、読売テレビ） - かおりん 役
- 櫻子さんの足下には死体が埋まっている（2017年4月23日 - 6月25日、フジテレビ） - 西沢二葉 役
- 貴族探偵 第8話（2017年6月5日、フジテレビ） - 田京恵 役
- 宮本から君へ 第1話・2話（2018年4月6日・13日、テレビ東京） - 茂垣裕奈 役
- グッド・バイ 第4話（2018年8月4日、テレビ大阪、BSジャパン） - 静 役
- ぬけまいる（2018年10月27日 - 12月22日、NHK） ‐ お菊 役
- おやすみ、また向こう岸で（2019年9月20日、TOKYO MX） ‐ 主演・ナツキ 役[28]
- シャーロック アントールドストーリーズ 第2話（2019年10月14日、フジテレビ） - 山下佐和子 役[29]
- トップナイフ-天才脳外科医の条件- 第2話・第4話・第5話（2020年1月18日・2月1日・8日、日本テレビ） - 山田千春 役[30]
- ペンションメッツア『さすらう』（2023年2月20日、WOWOW） - ヤマメ 役
- 特集ドラマ いないかもしれない（2021年3月29日、NHK総合） - 主演・片桐涼子 役[31]
- 珈琲いかがでしょう 第2話（2021年4月12日、テレビ東京） ‐ ヤイ子 役
- FM999 999WOMEN'S SONGS 第4話（2021年4月、WOWOWオンデマンド・WOWOWプライム） - 魔法少女の女 役
- 失恋めし 第4話（2022年1月14日・Amazonプライム / 12月18日・読売テレビ） - HARU 役[32]
- 連続テレビ小説 カムカムエヴリバディ（2022年2月10日 - 4月8日、NHK） - 野田一恵 役[33]
- 大河ドラマ 鎌倉殿の13人（2022年4月3日 - 5月22日、NHK） - 里 役[34][35]
- エルピス-希望、あるいは災い-（2022年10月24日 - 12月26日、関西テレビ）- 大山さくら 役[36][37]
- ブラッシュアップライフ 第1話・第3話・第8話・最終話（2023年1月8日・22日・2月26日・3月12日、日本テレビ） - 河口美奈子 役[38]
- 大奥「8代・徳川吉宗×水野祐之進編」第8回 - 最終話（2023年2月28日 - 3月14日、NHK総合） - 徳川家重 役[39]
- ああ、ラブホテル 〜秘密〜 第4話「子猫ちゃん」（2023年6月9日、WOWOW） - 女 役[40]
- 怖い絵本 season7「こっちをみてる。」（2024年8月28日、NHK Eテレ）[41]
- ゴールドサンセット（2025年2月23日 - 3月30日、WOWOW） - 節子 役[42]
- ホットスポット 最終話（2025年3月16日、日本テレビ） - 富小路 役[43]

### 配信ドラマ
- 24時間女優〜待つ女〜 第1回（2013年10月、ひかりTV） - あいはらみどり 役
- 初情事まであと1時間 第10話（2021年9月10日、TELASA・J:COMオンデマンド等）- 主演・鳩サブレ 役[44]
- モダンラブ・東京〜さまざまな愛の形〜「最悪のデートが最高になったわけ」（2022年10月21日、Amazon Prime Video） - 理香 役[45]
- 季節のない街（2023年8月9日、ディズニープラス『スター』） - かつ子 役[46]
- HEART ATTACK（2025年3月20日、FOD） - 主演・エマ 役（寛一郎とW主演）[47]

### 映画
- 悪の教典 （2012年11月10日） - 横田沙織 役
- 鈴木先生（2013年1月12日） - 樺山あきら 役
- 男子高校生の日常 （2013年10月12日） - 生島 役
- 陽だまりの彼女 （2013年10月12日） - 潮田 役
- アイドル・イズ・デッド‐ノンちゃんのプロパガンダ大戦争‐ （2014年1月11日）
- 好きっていいなよ。 （2014年7月12日）
- 私たちのハァハァ（2015年9月12日） - 文子 役[48]
- 鬼談百景「密閉」（2016年1月23日） - 主演・Kさん 役
- 桜ノ雨（2016年3月5日） - 鹿島友梨 役
- ドロメ 男子篇/女子篇（2016年3月26日） - 杉原実夏 役[49][50]
- 貞子vs伽椰子（2016年6月18日） - 遥 役
- 月子（2017年8月26日） - 主演・月子 役[51]
- 素敵なダイナマイトスキャンダル（2018年3月17日） - 笛子 役[52]
- フジコ・ヘミングの時間（2018年6月16日） - ナレーション
- 21世紀の女の子『君のシーツ』（2019年2月8日） - 主演
- あの日のオルガン（2019年2月22日） - 山岡正子 役
- ロマンスドール（2020年1月24日） - ひろ子 役[53]
- 静かな雨（2020年2月7日） - 斉藤真理 役
- 架空OL日記（2020年2月28日） - 真壁香里 役[54]
- アイヌモシㇼ（2020年10月17日） - 吉田先生 役[55]
- おらおらでひとりいぐも（2020年11月6日） - 桃子の同僚 役
- ドライブ・マイ・カー（2021年8月20日） - ヒロイン・渡利みさき 役[56]
- スパゲティコード・ラブ（2021年11月26日） - ヒロイン・桜庭心 役[57][58]
- 彼女が好きなものは（2021年12月3日） - 佐倉奈緒 役[59][60]
- 余命10年（2022年3月4日） - サオリ 役
- そばかす（2022年12月16日） - 主演・蘇畑佳純 役[61]
- とべない風船（2023年1月6日） - ヒロイン・小島凛子 役[62][63]
- 山女（2023年6月30日） - 春 役
- 徒花-ADABANA-（2024年10月18日）- 海の女 役[64]

### 映像作品
- 雑談会議『水本さん』東京芸術大学映像研究科脚本領域制作　脚本：坂元裕二　監督：清水俊平（2017年2月3日公開） - 主演・水本さん 役[65]

### CM
- サントリー なっちゃん（2002年）
- 広島ガス（2003年 - 2006年）
- 池田模範堂 ムヒソフト（2003年）
- LION「働く女性への応援歌」篇（2014年）
- ジョージア ディープインパクト「世界は誰かの仕事でできている。」篇（Web 2016年1月11日 / TV 1月12日） [66]
- 楽天市場「夢いっぱいな母へ。」（2020年4月）[67]
- SMBCグループ「カラフルな人びと。山中翼／広田千草」篇（2022年11月14日 - ）[68]

### 舞台
- 東京俳優市場2009夏 第1話「0点、もしくは満点の星」（2009年7月1日 - 3日） - ヒロミ 役
- 東京俳優市場2010春 第2話「ヒトカケラ」（2010年4月30日 - 5月5日）
- てがみ座 第13回公演「燦々」（2016年11月3日 - 13日） - 主演・お栄 役[3][69]
- 染、色（2021年5月下旬 - 、東京グローブ座 / 6月下旬 - 、梅田芸術劇場 シアター・ドラマシティ） - 真未 役[70]
- ミュージカル「手紙」2022（2022年3月12日 - 27日、東京建物 Brillia HALL） - 由実子 役[71]
- serial number07「Secret War～ひみつせん～」（2022年6月9日 - 19日、東京芸術劇場 シアターウエスト）- 主演[72]
- ロスメルスホルム（2023年10月28日・29日、穂の国とよはし芸術劇場PLAT / 11月3日 - 5日、キャナルシティ劇場 / 11月10日 - 12日、兵庫県立芸術文化センター 阪急中ホール / 11月15日 - 26日、新国立劇場 小劇場） - レベッカ 役 [73]
- ミュージカル「VIOLET」（2024年4月7日 - 21日、東京芸術劇場 プレイハウス / 4月27日 - 29日、梅田芸術劇場 シアター・ドラマシティ） - 主演・ヴァイオレット 役（屋比久知奈とWキャスト）[74]
- パルコ・プロデュース 2025「星の降る時」（2025年5月10日 - 6月1日、PARCO劇場 / 6月8日、やまぎん県民ホール / 6月12日 - 15日、兵庫県立芸術文化センター 阪急中ホール / 6月21日・22日、キャナルシティ劇場 / 6月27日 - 29日、穂の国とよはし芸術劇場PLAT 主ホール）[75]
- チ。-地球の運動について-（2025年10月8日 - 26日〈予定〉、新国立劇場 中劇場 / 11月8日・9日〈予定〉、御園座 / 11月15日・16日〈予定〉、 呉信用金庫ホール / 11月21日 - 23日〈予定〉、梅田芸術劇場 メインホール / 11月29日・30日〈予定〉、J:COM北九州芸術劇場 大ホール） - ヨレンタ 役[76][77]

### ミュージックビデオ
- クリープハイプ「わすれもの」（2015年）
- スカート「静かな夜がいい」（2016年）
- カラスは真っ白「魔法陣より愛を込めて」（2016年）
- スカート「CALL」（2016年）
- スカート「視界良好」（2017年）
- RADWIMPS「祝祭 (Movie edit) feat.三浦透子」（2019年）
- 和久井沙良「行間 feat. 中村佳穂」（2024年）

### ナレーション
- JFA「夢を力に2014」ステートメントムービー （2014年 - ）
- JFA「夢を力に2014」ステートメントムービー日本代表応援ソング篇
- JFA「夢を言葉にしよう」コンセプトムービー -
- フジテレビ開局55周年記念番組企画金曜プレステージ「独占！浅田真央 誰も知らなかった笑顔の真実」 （2014年2月28日、フジテレビ）
- 『グラジオラスの轍』「リオ・東京へ 若きアスリートたち」（2014年5月11日、フジテレビ）
- 『サムライブルーの誇り』（2014年5月24日、フジテレビ）
- 『グラジオラスの轍』「密着!武蔵川部屋・奮闘記」（6月15日、フジテレビ）
- 『ザックジャパンの真実』（2014年12月29日、フジテレビ）
- ザ・ノンフィクション 家出人たちの家 ～人生をやり直すシェアハウス～ （2024年1月21日、フジテレビ）

### テレビ番組
- 100分de名著 アルフレッド・アドラー『人生の意味の心理学』第1回、第3回、第4回（2016年2月3日・17日・24日、NHK Eテレ）
番組内ドラマに女子高生役で出演。
- 『ミュージックステーション』（2019年8月9日、テレビ朝日）
RADWIMPSとともに「グランドエスケープ feat.三浦透子」を披露した。
- 『第70回NHK紅白歌合戦』（2019年12月31日、NHK総合）
RADWIMPSのゲストボーカルとして「天気の子 紅白スペシャル」を歌唱

## 主な作品

### 配信限定シングル
| 発売日        | タイトル     | レーベル    | 備考 |
| ------------- | ------------ | ----------- | --- |
| 2016年3月2日  | おかあさんへ | USM MUSIC   | 詳細（ユニバーサルミュージック） コンピレーション・アルバム『L アイをこめて贈るうた』からのリカットシングル。 |
| 2021年9月6日  | 通過点       | EMI Records | 作詞/作曲：YeYe、編曲：TiMT（PEARL CENTER） テレビ東京系『うきわ ―友達以上、不倫未満―』のエンディングテーマ |
| 2022年3月18日 | 私は貴方     | EMI Records | 作詞/作曲/編曲：有元キイチ（ODD Foot Works） |
| 2022年6月1日  | intersolid   | EMI Records | 小田朋美 from CRCK/LCKS 提供・プロデュース 2022年6月1日放送開始のテレビドラマ『何かおかしい』のエンディングテーマ。                                                                                                |
| 2022年7月21日 | 点灯         | EMI Records | 作詞・作曲：butaji、編曲： 渡邊琢磨 (2022年7月7日放送開始)テレビ朝日系木曜ドラマ(夜9時～)『六本木クラス』劇中歌。。                                                                                                |
| 2022年11月2日 | 風になれ     | EMI Records | 作詞・作曲：塩塚モエカ（羊文学）、編曲：ESME MORI 映画『そばかす』主題歌 - Drums：GOTO (DALLJUB STEP CLUB) - Bass：井上真也 - Guitar：モリシー (Awesome City Club) - Programming & All other instrument：ESME MORI |

### タイアップ・参加作品
| 発売日        | タイトル                                      | 作品アーティスト                              | 参加曲 | 備考 |
| ------------- | --------------------------------------------- | --------------------------------------------- | --- | --- |
| （2015年）    | Romance 〜サヨナラだけがロマンス〜 / 三浦透子 | Romance 〜サヨナラだけがロマンス〜 / 三浦透子 | Romance 〜サヨナラだけがロマンス〜 / 三浦透子                                                             | 2015年公開の映画『ロマンス』のエンディングテーマ。音源化されていない。                                      |
| 2016年3月2日  | L アイをこめて贈るうた                        | V.A.                                          | 1. おかあさんへ / 三浦透子                                                                                | 詳細（ユニバーサルミュージック） コンピレーションシリーズの『アイのうた』のスピンオフ企画として発売された。 |
| 2019年7月19日 | 天気の子                                      | RADWIMPS                                      | 1. 祝祭 (Movie edit) feat.三浦透子 / RADWIMPS 1. グランドエスケープ (Movie edit) feat.三浦透子 / RADWIMPS | 同名映画のサウンドトラック。                                                                                |
| 2019年7月19日 | uzu / 三浦透子                                | uzu / 三浦透子                                | uzu / 三浦透子                                                                                            | 2020年10月公開のドキュメンタリー映画『ムヒカ 世界でいちばん貧しい大統領から日本人へ』の主題歌               |

### ミュージックビデオ
| 公開日     | 監督               | 曲名         | 備考                           |
| ---------- | ------------------ | ------------ | ------------------------------ |
| 2020/05/29 | Pennacky           | 波がたった   |                                |
| 2020/07/14 | Pennacky           | ブルーハワイ |                                |
| 2021/09/27 | Kei Murotani       | 通過点       |                                |
| 2022/03/18 | Tatsuhiko Nakahara | 私は貴方     |                                |
| 2022/06/06 | Tatsuhiko Nakahara | intersolid   |                                |
| 2022/12/14 | Tatsuhiko Nakahara | 風になれ     | 出演：Yu, Pippi, Shinjiro Mori |